# Boo kapell
Boo kapell är ett privatägt kapell i  Boo församling i Stockholms stift. Kapellet tillhör familjen Ribbing och ligger invid Boo herrgård.

## Kapellets historik
Boo kapell från 1600-talet brändes av ryssarna 1719. Nuvarande kapell uppfördes 1724 i karolinsk stil. Dåvarande ägare till Boo gård Nicodemus Tessin d.y. gjorde ritningarna till kapellet och bekostade dess uppförande. Kapellet är byggt med liggande timmer i korsform och har vapenhus i södra korsarmen och sakristia i norra. Taket är flackt och valmat och väggarna är klädda med gulmålad stående träpanel.

## Inventarier
- Den marmorerade predikstolen är placerad ovanför altaret och är en så kallad altarpredikstol.
- Ovanför predikstolen finns en oljemålning från början av 1700-talet som skildrar Golgata.

### Orgel
- 1853 byggde Carl Gustaf Cederlund, Stockholm kapellets första orgel.
- Den nuvarande orgeln byggdes 1893 av Anders Victor Lundahl, Stockholm och är en pneumatisk orgel. Lundahlska Orgelfabriken i Stockholm levererade instrumentet, som fick rörpneumatisk traktur och registratur (då en nymodighet inom svenskt orgelbyggeri). Orgeln har ett tonomfång på 54/20. Fasaden är från 1853 års orgel. Orgeln har 5 stämmor och är alltjämt bevarad.

| Manual        | Pedal   | Koppel     |
| Borduna 16´   | Bihängd | Man 4'/Man |
| Principal 8´  |         |            |
| Gedackt 8´    |         |            |
| Salicional 8' |         |            |
| Rörflöjt 4'   |         |            |

## Kyrkomiljön
- Klockstapeln är en öppen bockformad konstruktion som uppfördes 1740. I stapeln finns två klockor från 1700-talet som rings manuellt.
- 2,5 kilometer söderut på en udde vid andra sidan vattnet ligger den nya kyrkogården som invigdes 1912.

## Bildgalleri

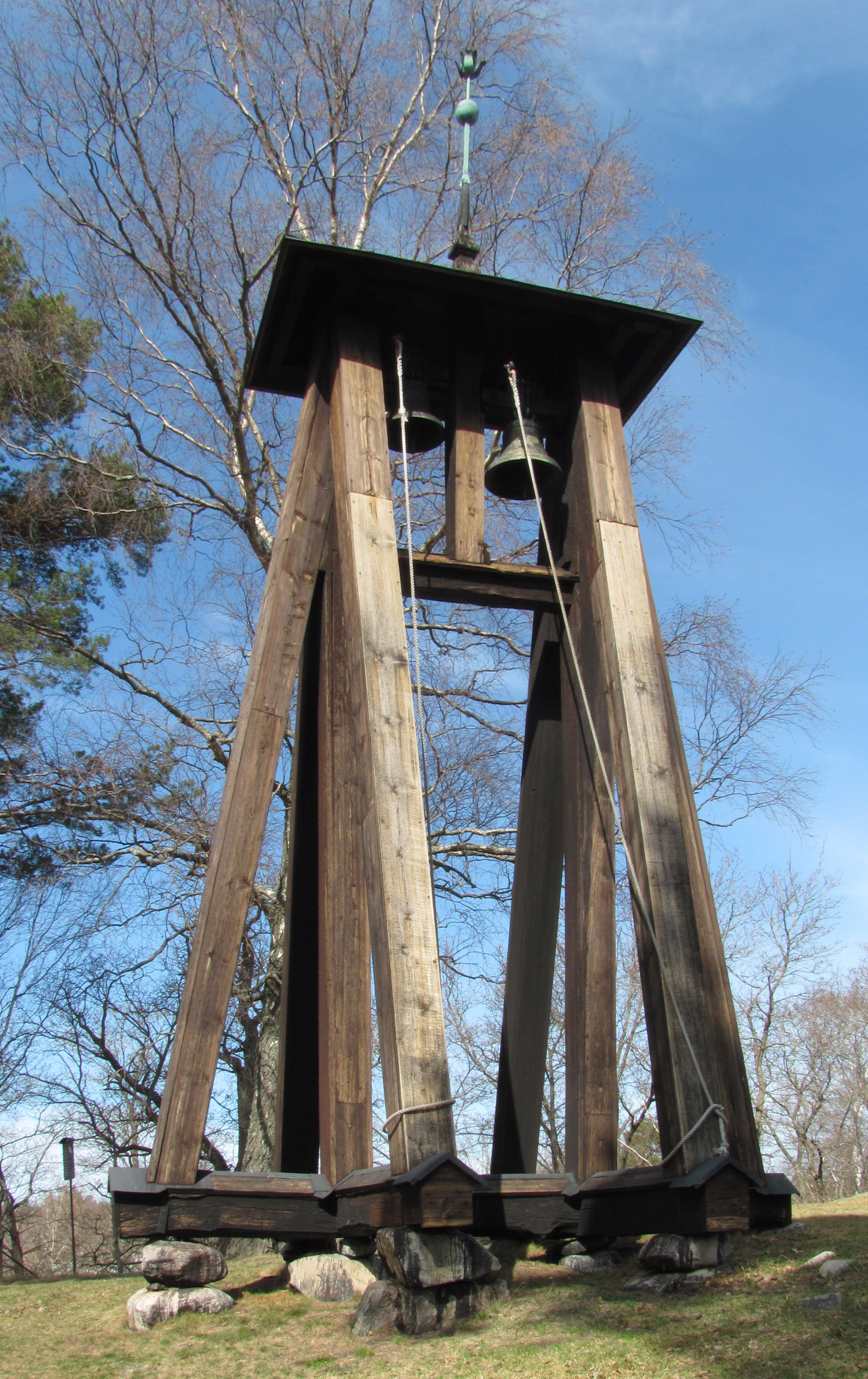
Klockstapeln
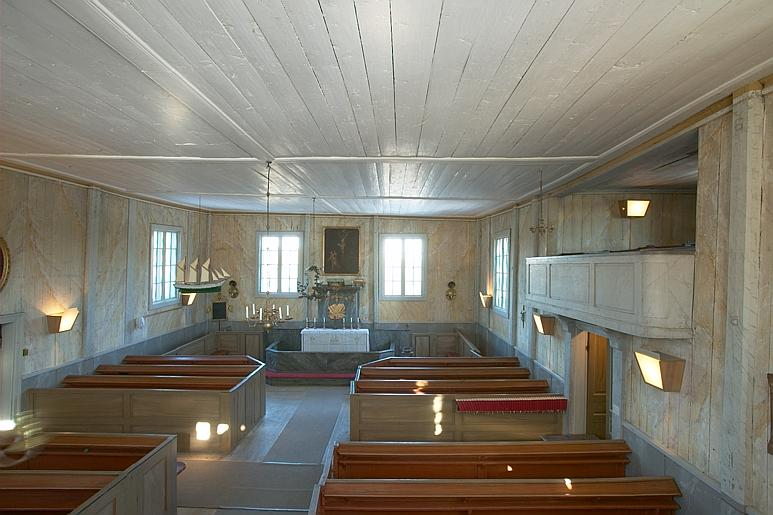
Kyrkorummet från orgelläktaren
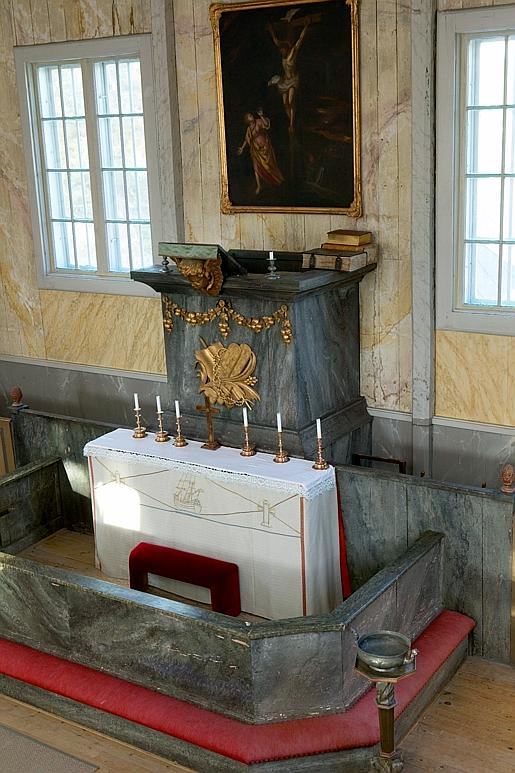
Altare och altarpredikstol
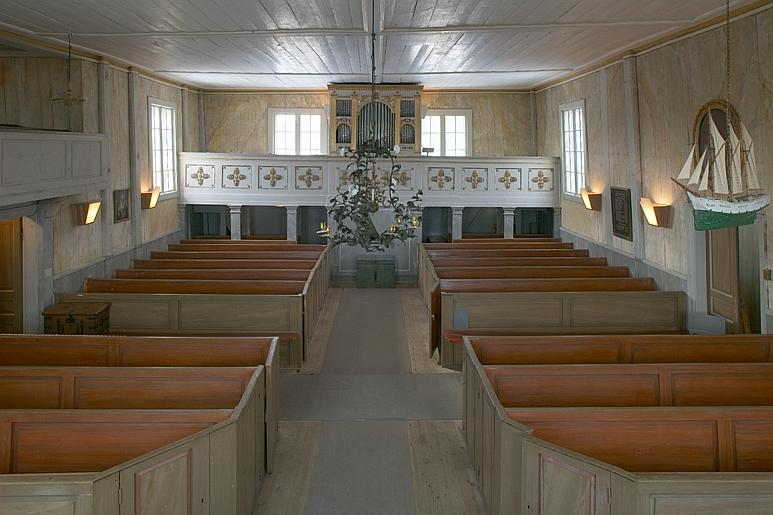
Kyrkorummet mot orgelläktaren
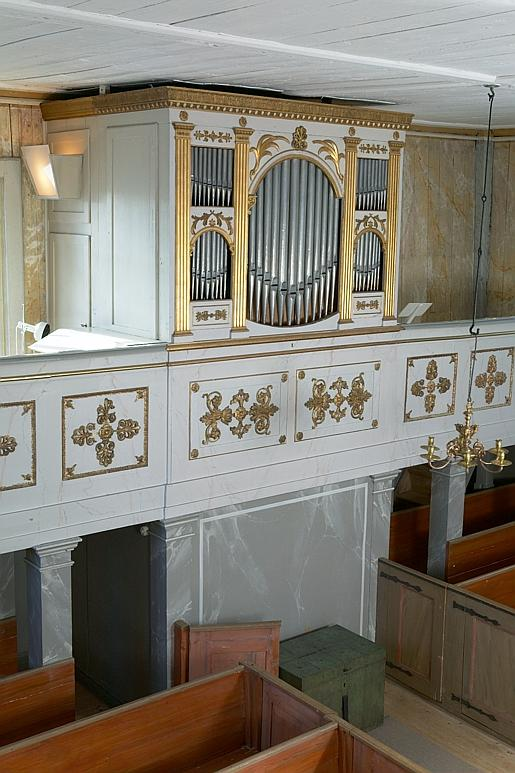
Orgeln

### Webbkällor
- Boo församling
- byggnadspresentation